# 三苏祠

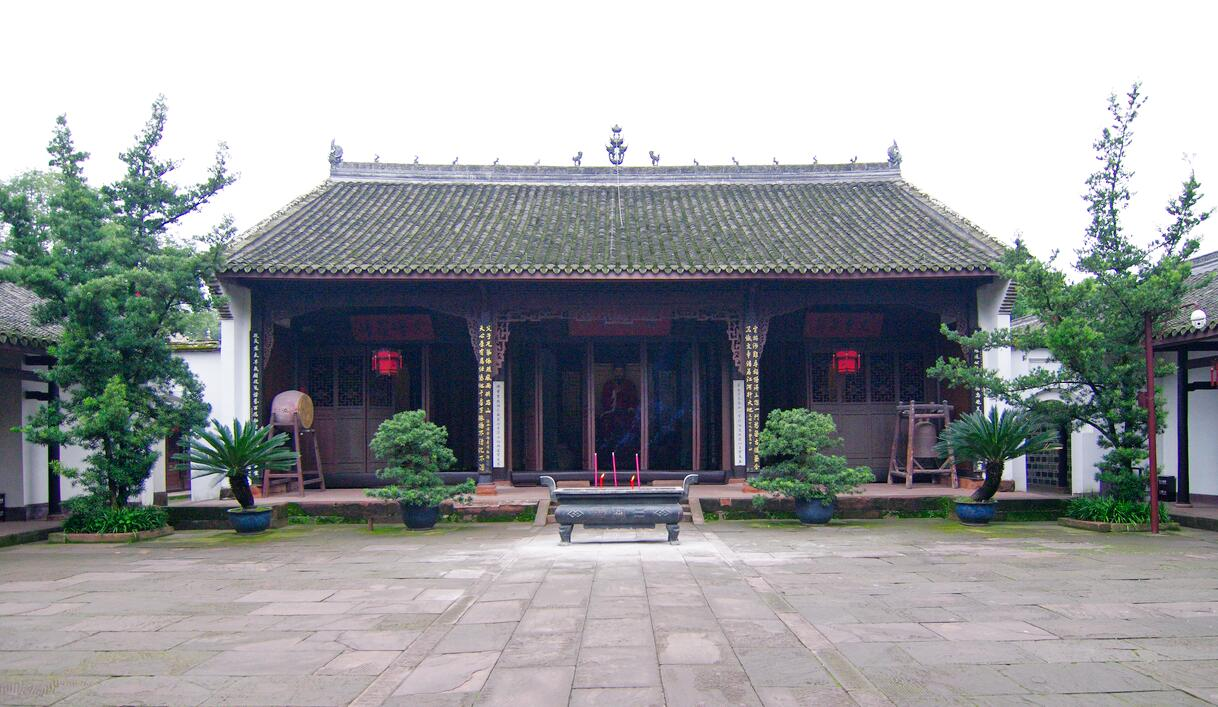
三苏祠

三苏祠是位于四川眉山东坡区市区西南纱縠行的园林以及博物馆，本为苏洵、苏轼、苏辙旧宅，元代初年为纪念三苏父子改为祠廟，近年改为三苏祠博物馆。1980年7月7日列為四川省重新確定公布的第一批省級文物保護單位。2006年5月25日公佈為第六批全國重點文物保護單位。在2013年芦山大地震中受损严重，2016年4月正式开馆。
庭院红墙环抱，绿水萦绕，古木扶疏，翠竹掩映，形成三分水二分竹的岛居特色。楼台亭榭，古朴典雅；匾额对联，词意隽永。就中一副称一門父子三詞客，千古文章四大家，雖過譽，而「風雨共名山」的為事實。
祠内有苏洵、苏轼、苏辙和程夫人、任采莲、苏八娘（苏轼姊，程正辅妻）、王弗、王闰之、王朝云、史夫人及苏家六公子等十余人的塑像；有木假山堂、古井、洗砚池等苏家遗迹；珍藏和陈列着一级文物4件、二级文物24件和三级文物696件。明代陈淳草书《前赤壁赋》、明代王式《西园雅集图》、明代张风翼书苏轼《后赤壁赋》、明代许光祚书东坡《记承天寺夜游》、清代何绍基书《东坡词》等为三苏祠镇馆之宝。

## 历史
三苏祠是中国著名文学家苏洵、苏轼、苏辙的故居，原为约五亩的庭院，有古井、洗砚池、碑亭等遗迹。元代改宅为祠，明末毁于兵燹，清康熙四年（1665年）眉州知州赵蒽芽在原址模拟重建，嘉庆十一年（1806年）进行了扩建，增修了东西厢房和方墙门道，以及重塑了三苏父子塑像、设了3座神龛。之后也陆续扩建，现成为占地104亩的古典园林。2013年4月20日芦山大地震中有16处古代建筑受损严重，于13年8月22日正式闭馆维修，也是自清康熙以来规模最大、最全面的一次维修，投入资金约9000万元。三苏祠的维修坚持按照“原形制、原结构、原材料、原工艺”的原则。古建筑所用木材上从眉山、乐山等地的木材市场寻找老木料。传统建筑工艺、名家匾额上按照传统的手工制作和古法加工。维修中铲除震前铺设的水泥地面，以川西风格红砂石地面易之。除此之外也通过假山重砌、新增红砂石古桥、植物分区等手段重塑川西园林风韵。维修后也利用生物自平衡技术对三苏祠水体进行了维护，确保了水体的清澈。博物馆展览上将之前因条件限制未能展示的文物将分主题对游客陆续展出。